# سجال الركابي
سِجال عبد الوهاب الرِّكابي شاعرة عراقية. ولدت في كربلاء ونشأت في بغداد. تخرجت من جامعة بغداد سنة 1980 ثم حصلت على الدكتوراه في علم الأحياء المجهرية والخلية من جامعة ريدنج. درّست في جامعات البصرة والمستنصرية وبغداد لسنين طويلة. بدأت نشر شعرها عام 2013 ولها عدة مجاميع شعرية، فنالت إعجاب الأدباء والنقاد في وطنها وخارجها بوصفها شاعرة بارزة.

## سيرتها
ولدت سجال عبد الوهاب الركابي في مدينة كربلاء ونشأت فيها وفي بغداد. أكملت دراستها الإبتدائية والإعدادية في بغداد. حصلت على بكالوريوس علوم حياة من كلية العلوم بجامعة بغداد. ثم ذهبت إلى بريطانيا وحصلت فيها على شهادة الدكتوراه سنة 1980 في علم الأحياء المجهرية والخلية وتخصصت في علم الأحياء الخلوي من جامعة ريدنج. رجعت إلى وطنها وقامت بالتدريس والبحث في جامعة البصرة من 1981 حتى 1986، ثم الجامعة المستنصرية وبعدها جامعة بغداد. اختيرت معاونة مستشار ثقافي في أستراليا من 2007 حتى 2010. عملت استاذا مشاركا فخريا في جامعة جنوب كوينزلاند.

## مهنتها الأدبية
هي عضوة في العديد من الجمعيات العلمية، واتحاد الادباء الدولي. تعرفت على شعر كبار الشعراء العرب وغير العرب في أيامها الدراسية. بدأت النشر عام 2013 وأصدرت عدة مجاميع شعرية في عقد 2010: «ترنيمات امرأة عراقية» احتوت على أكثر من 77 ترنيمة شعرية، و«صوب بستان النخيل» احتوت على 91 نصا نثريا، و«لم يأت القمر»، وشاركت مع عدد من الشعراء العرب في مجموعتين شعريتين. وبسبب تأثرها بالطبيعة فقد كتبت بعض الومضات بالإنكليزية وتُرجِمت بعض قصائدها إلى الإنكليزية والكردية. وبرأي الناقد إسماعيل إبراهيم عبد هي « تهتم ببكرة الفطرة وجمال رمزيتها تجعلها ميسم مرور إلى فطرة الولع بالوجود الفردي والجمعي.»  وهي «تضع كيانها بكائناتها الشعرية ضمن لائحة مفاتيح الكلام الذي يسمو عن سمائها وأرضها وغفوة أحلامها جنب جنانها جنب كائناتها الشعرية، فيما تأخذنا الشاعرة ببعض قصائدها صوب بصمة خاصة بمنتجها، وخصوصية بحثها ورؤاها في الخلق والكون والوعي والانشغال بالآتي واستعادة مواقف الأمس واليوم وما سيعلق بها ليرحل نحو الغد». ووصفت أيضًا بأنها مزجت الواقعية بالرومانسية.

## مؤلفاتها
من كتبها في تخصصها العلمي:
- Ultrastructural Studies of Oogonial Walls in Saprolegniaceae، 1979
- «بيولوجية الخلية»، كتاب منهجي لطلبة الجامعة، 1986

من دواوينها الشعرية:
- «صوب بستان النخيل»، 2013 (ردمك 9786140208827)
- «ترنيمات امرأة عراقية»، 2013 (ردمك 9786140241282)
- «لم يأت القمر»، 2014 (ردمك 9786140112445)
- «الورد يبكي البارود يبتسم»، 2016
- «هاكَ أجنحتي»، 2017
- «مَنْ فزّزَ الرّماد»، 2019

من مؤلفات حولها:
- «مفتتح خيارات الأسماء لكائنات سجال الركابي»، إسماعيل إبراهيم عبد، 2019 (ردمك 9789933628345)

## وصلات خارجية
- في صحيفة المثقف
- مجلة معارج
- برنامج «مبدعات د سجال عبد الوهاب» قناة العراقية الإخبارية (2013)